# Tasmantrix lunaris
Tasmantrix lunaris là một loài bướm đêm thuộc họ Micropterigidae. Nó được tìm thấy ở miền đông Úc, ở đó nó được tìm thấy ở two localities ở miền nam coastal forests của New South Wales.
Chiều dài cánh trước khoảng 3.2 mm đối với con đực và 3.1 mm đối với con cái. 